# Li Shufang
Li Shufang (chinesisch 李淑芳; * 6. Mai 1979 in Qingdao) ist eine ehemalige chinesische Judoka, die 2000 Olympiazweite in der Gewichtsklasse bis 63 Kilogramm war.
Die 1,65 m große Li Shufang war 1996 Zweite der Juniorenweltmeisterschaften. 1997 gewann sie Bronze bei den Asienmeisterschaften in Manila. 2000 siegte sie bei den chinesischen Meisterschaften. Bei den Olympischen Spielen 2000 in Sydney besiegte sie im Achtelfinale die Kirgisin Olga Artamonowa mit Waza-Ari. Im Viertelfinale gegen die Belgierin Gella Vandecaveye und im Halbfinale gegen die Italienerin Jenny Gal gewann sie jeweils nach Schiedsrichterentscheid (yusei-gachi). Im Finale unterlag sie der Französin Séverine Vandenhende durch eine Bestrafung (chui).
2001 siegte Li Shufang bei den Ostasienspielen in Osaka. Im Jahr darauf gewann sie eine Bronzemedaille bei den Asienspielen in Busan. 2004 erkämpfte sie noch einmal Bronze bei den Asienmeisterschaften. Bei den Olympischen Spielen 2004 in Athen verlor sie ihren Auftaktkampf gegen die Kanadierin Marie-Hélène Chisholm.